# 渡邊侑磨
渡邊 侑磨（わたなべ ゆうま、1994年7月19日 - ）は、日本の元男子バレーボール選手である。

## 来歴
愛知県江南市出身。
東山高等学校、中央大学を経て、2016/17シーズン、V・プレミアリーグ（当時のVリーグ1部リーグ）に所属する豊田合成トレフェルサ（現・ウルフドッグス名古屋）の内定選手となった。
2017年、大学卒業後に、豊田合成トレフェルサに入団した。同年、ユニバーシアード日本代表に選出され、ユニバーシアードに出場した。入団1シーズン目となる2017/18シーズンにV・プレミアリーグの試合に出場し、Vリーグデビューを果たした。
2019/20シーズンは、出場機会を求め、豊田合成の海外出向制度を利用して、台湾リーグの台北Contiに移籍した。台湾リーグもプロリーグではなく、豊田合成の関連会社を手伝いながら活動した。2019年12月28日に台北市で台湾オールスターゲームが開催され、ファン投票4位に選出され男子オールスターに出場となった。
2020年、2019/20シーズン終了をもって現役を引退した。引退後は、ウルフドッグス名古屋の運営会社である『TG SPORTS』のスタッフとして活動。

## 球歴
- ユニバーシアード日本代表
  - ユニバーシアード - 2017年

## 所属チーム
- 東山高等学校（2010-2013年）
- 中央大学（2013-2017年）
- 豊田合成トレフェルサ / ウルフドッグス名古屋（2017-2020年）
  -  台北Conti（中国語版）（2019-2020年）